# Bikram yoga
Bikram jóga, častokrát také označovaná jako tzv.„horká jóga“ nebo i u nás často anglicky „Hot Yoga“, je dynamický 90 minutový program 26 póz Hatha jógy (fyzické jógy) a dvou dýchacích cvičení v sále vyhřátém na 42 °C. Každá z těchto póz systematicky připravuje tělo na pózu následující, pořadí se nikdy nemění. Kontroverzní prohlášení samotného tvůrce o obrovských přínosech této metody pro lidské tělo vědecké výzkumy opakovaně vyvrátily.

## Historie
Bikram Choudhury, zakladatel jógy Bikram systému, je také zakladatelem Yoga College of India. Narodil se v Kalkatě v roce 1944. Choudhury začal cvičit jógu ve čtyřech letech. Tvrdí, že jógu cvičil 4–6 hodin denně. Dále tvrdí, že se ve věku třinácti let stal vítězem v národní soutěži indické jógy. Navíc tvrdí, že nebyl poražen ani v následujících třech letech a odešel jako nesporný šampión celé Indie.
Choudhury později vymyslel sekvenci 26 pozic a založil Bikram's Yoga College of India. Je také autorem knih a zpívá.
V roce 2006 měl 1650 center, kde se vyučovala Bikram jóga po celém světě. V roce 2012 existovalo již jen 330 center ve Spojených státech a 600 na celém světě. 

## Působení cvičení na lidský organismus
Podle výzkumné studie z roku 2013, zaměřené na zdravé dospělé, bylo zjištěno, že praktikováním Bikram jógy třikrát týdně po dobu osmi týdnů, se tahová pevnost a pružnost zlepšila a účastníci studie ztratili malé množství tělesného tuku. Nicméně nebyl potvrzen žádný vliv na kardiovaskulární systém.  Tato studie dále zjistila, že ženy spálily 330 kalorií a muži 460 kalorií během 90-minutového cvičení, což je hrubý energetický ekvivalent 90minutové chůze rychlostí asi 3,5 mil za hodinu (5,6 km/hod). 
Nadměrné pocení způsobené horkých a vlhkých podmínkách jógy místnosti během Bikram jógy může vést k dehydrataci. Je zde také riziko přehřátí těla. Mezi příznaky patří nevolnost, závratě, mdloby a potenciálně také úpal. Silný důraz na hydrataci před a po cvičení, v kombinaci nutností poslouchat vlastní tělo a odpočinek během lekce (je-li nutný) může snížit tato rizika.
Bikram literatura definuje také výhodu uvolňováním toxinů pocením. Tato výhoda je však minimální (méně než jedno procento toxinů). Toxiny jsou totiž primárně vylučovány zažívacím traktem.
Určité onemocnění, jako je roztroušená skleróza, epilepsie a některé druhy srdečních komplikací mohou zvýšit citlivost jedince na teplo. Lidé bojující s těmito onemocněními by se měli poradit se svým lékařem před zahájením horké jógy.  Také osoby, kteří berou léky na deprese, nervozitu, nebo nespavost by měli také nechat lékaře posoudit, zda takové teplo nemůže zhoršit jejich zdravotní stav.
Podle článku v Huffington Post jsou zdravotní výhody dodatečného tepla „do značné míry subjektivní“, protože si „lidé myslí, že míra pocení je způsobena kvalitou tréninku, ale to není realita. Nedochází ke spalování více kalorií.“ Podle menší studie vedené American Council of Exercise (americká rada pro cvičení) nebyl nalezen „žádný rozdíl v nárůstu teploty uvnitř těla nebo srdeční frekvencí mezi dvěma 60minutovými sezeními.“
V první vydání Bikramově knihy „Beginning Yoga Class“ (Zahájení jógy), Choudhury tvrdí, že provedli zdravotní studii na Tokyo University Medical School, která potvrzovala zdravotní přínosy jeho 26 pozic. Kvůli jedné z žalob, obžalovaní požadovali kopie „lékařských“ studií a Choudhury tvrdil, že je nemůže najít. V druhém vydání knihy „Beginning Yoga Class“ (Zahájení jógy) Choudhury odstranil všechny odkazy na lékařské studie. 

## Jednotlivé polohy
1. Pranayama = dýchací cvičení na úvod
2. Ardha Chandrasana s Pada-Hastasana = poloha půlměsíce
3. Utkatasana = divná poloha
4. Garurasana = poloha orla
5. Dandayamana - JanuShirasana = poloha ve stoje s hlavou u kolene
6. Dandayamana - Dhanurasana = poloha luku ve stoje
7. Tulandasana = poloha balancující hůlky ve stoje
8. Dandayamana Bibhaktapada Paschimottanasana = poloha rozkročmo ve stoje
9. Trikanasana = poloha trojúhelníku
10. Dandayamana Bibhaktapada Janushirasana = poloha rozkročmo s hlavou u kolene
11. Tadasana = poloha stromu
12. Padangustasana = poloha stoje na prstech jedné nohy
13. Savasana = poloha mrtvého
14. Pavanamuktasana = poloha odstranění větru
15. Sit up = zvedačka
16. Bhujangasana = poloha kobry
17. Salabhasana = poloha kobylky
18. Poorna Salabhasana = poloha dokonalé kobylky
19. Dhanurasana = poloha luku
20. Supta Vajrasana = poloha zpevněná v kleku
21. Ardha Kurmasana = poloha poloviční želvy
22. Ustrasana = poloha velblouda
23. Sasangasana = poloha králíka
24. Janushirasana s Paschimottanasana = poloha v sedě s hlavou u kolene a poloha v protažení
25. Ardha Matsyendrasana = poloha rotace páteře
26. Khapalbhati = dýchací cvičení na závěr

## Kontroverznost duchovního vlastnictví
Bikram Choudbury se snažil „svoji“ jógu patentovat. Vzhledem k tomu, že patenty se týkaji pouze nových a originálních nápadů či vynálezů a jóga je umění staré více než 5000 let, Bikramova sekvence 26 póz patentována není. Všechny asany jsou podle Bikrama vybrány ze základní hatha jógy a poskládány na sebe navazujíce tak, aby tělu a duši přinesly co nejvíce užitku a působily léčivě. Když Bikram takto sestavil celé cvičení a nebyl schopen je patentovat, vyřídil si na svou sekvenci jógových pozic ochrannou známku (trade mark) Bikram jóga. Tento akt okamžitě zvedl hladinu kritiky, která Bikramovi vyčítá hlavně to, že si přisvojuje indické duchovní dědictví a toto posléze zmaterializuje a dokonce jej prodává jako svou obchodní značku.
Bikram totiž sám uděluje certifikáty jednou ročně v jeho „Bikram’s Yoga College of India“ v Los Angeles cvičitelům, kteří si zaplatí 9týdenní kurz a absolvují jej pod vedením samotného Choudburyho. Franšízingem, pod dohledem a za specifických předpisů, si pak takto ocertifikovaní cvičitelé smějí otevřít studio Bikram jógy v místě, odkud pocházejí, nebo kde chtějí Bikram jógu provozovat. Jelikož jde o takovouto formu šíření tohoto obchodu po celém světě, stal se Bikram Choudbury častým terčem kritiky z odborných řad veřejnosti, a jeho škola je často přezdívána na McBikram, protože svým způsobem úzce připomíná principy McDonald’s. Cvičitelé jsou přesně vytrénovaní také v tom, jak mají lekci vést, dokonce musejí dodržovat výrazové prostředky a slovník, kterým mají lekce probíhat.
Choudhury prohlašoval, že Bikram jóga je pod autorským právem a že nemůže být učena nebo předváděna nikým, kdo nebyl autorizován. Choudhury začal dělat tato tvrzení v roce 2011. V roce 2011 Choudhury podal žalobu na „Yoga to the People“, konkurenční jóga studio, které založil bývalý Choudhuryho student a je polohou v blízkosti jedné z Bikram jóga studií v New Yorku. V důsledku tohoto soudního sporu vydal United States Copyright Office vysvětlení, že jógové pozice (ásany) nemohou být chráněny autorskými právy způsobem nárokovaným Choudhurym, a že Yoga to the People a ostatním mohou nadále svobodně učit tyto cviky.

## Sexuální útoky
Dvě žaloby obviňující Choudhury ze znásilnění byly podány v květnu 2013, v nich Jane Doe obviňuje Choudhuryho ze sexuálního obtěžování s vyhrožováním, omezování osobní svobody, diskriminaci a další připočítává k samotnému znásilnění. Popisuje atmosféru kultu, kde Choudhuryho následovníci pomáhají hledat vhodné mladé ženy k útoku. Žaloba dále tvrdí, že „další osoby z blízkého okruhu žalovaného Bikram Choudhuryho, si byly vědomy Choudhuryho vzorců chování a praxe v přesvědčování mladých žen zapsat se do školících kurzů pro instruktory jógy jen aby je mohl sexuálně napadnout a/nebo je znásilnit“.
U soudu byla na výcvikových táborech popisována atmosféra kultu. Stážistům bylo údajně vtloukáno do hlavy, že Choudhury je na stejné úrovni jako Ježíš Kristus nebo Buddha a že Bikram jóga může vyléčit rakovinu a že lidé praktikující Bikram jógu budou moci žít i 100 let. Stážisté byli šikanováni i ponižováni, avšak rovněž oceňováni. Choudhury údajně dával přednášky, ve kterém pohrdal homosexuály, Američany a používal etnické vulgarismy. Jane Doe tvrdí, že Choudhury rekrutuje dobrovolníky ze zámoří, kteří mají takový strach z hněvu žalovaného Bikram Choudhuryho, že odcestují do USA a riskují porušení tamních imigračních zákonů, aby mu sloužili. Poté v USA tito dobrovolníci pro Choudhuryho pracují pro malý nebo nulový plat. Mezi jejich povinnosti patří péče o vzhled, masáže, vaření čaje, nošení jídla a jsou nuceni podrobovat se sexuálnímu napadání a znásilňování proti jejich vůli. 
Minakshi „Micki“ Jafa-Bodden sloužila jako vedoucí pro právní a mezinárodní záležitosti od jara 2011 do 13. března 2013 a tvrdí, že byla „náhle a nezákonně vyhozena“ dle soudních dokumentů podaných dne 12. července 2013 u vrchního soudu v Kalifornii, Los Angeles. Ale možná vážnější jsou v tom období 2 let, které Jafa-Bodden úzce spolupracovala s Choudhurym, během kterých jak ona tvrdí, byla obětí i svědkem Choudhuryho „vážné, pokračující, všudypřítomné a urážlivého jednání“ zejména vůči ženám, ale také k homosexuálům, americkým černochům a v podstatě vůči každé další menšině. V daný rok byla tato stížnost čtvrtou žalobou související se sexuální diskriminací/sexuálním obtěžováním nebo znásilněním, co byly podány proti Choudhurymu.
Sarah Baughn, cvičitelka Bikram jógy podala žalobu kvůli sexuálnímu obtěžování v březnu (těsně před vyhozením Jafa-Bodden) a také dvě další nejmenované ženy podaly podobné žaloby obviňující Choudhuryho ze sexuálního obtěžování, zastrašování a znásilnění v květnu. Shea Law Offices and Shegerian & Associates, právníci zastupující Baughn, nyní zastupují celkem šest žen tvrdících, že je Bikram sexuálně napadl a/nebo je znásilnil.  V dubnu 2015 v rozhovoru pro CNN s Baughn a Bikram se Bikram poprvé vyjádřil s tím, že popírá obvinění. Bikram pokračoval slovy: „Nemám v úmyslu mít sex s některými z mých studentek nebo jinými ženami...někdy studentky, páchají sebevraždy. Spousta mých studentek spáchala sebevraždu, protože s nimi nebudu mít sex“.
V dubnu 2015 vznesená obvinění vyvolala širší větší otázky v jogínské komunitě, například článku od Washington Post „Tážeme se, zda je moudré vložit tolik víry v guru-a“.
18. srpna 2015, Petra Starke, která byla jeho právníkem, prezidentkou a CEO od 3/2013 do 1/2015 podala stížnost k vrchnímu soudu Kalifornie, Los Angeles County (A6037-90064). Tato stížnost uváděla devět témat, včetně porušení smlouvy, neoprávněného ukončení a selhání prevence proti diskriminaci a obtěžování.

## Studia Bikram jógy v České republice
- Bikram Yoga Prague ( www.bikramyoga.cz)
- Bikram Yoga České Budějovice (www.bikramyogacb.cz)